# Rubycon
Rubycon je šesti studijski album njemačke elektroničke glazbene grupe Tangerine Dream. Diskografska kuća Virgin Records objavila ga je 21. ožujka 1975. godine.
Skupina na Rubyconu nastavlja razvijati krautrock utememljen na sekvenceru, a koji je u glazbu uvela naslovnom skladbom s uratka Phaedra.
Iako nije nadmašio broj prodanih primjeraka Phaedre, Rubycon se pojavio na desetom mjestu britanske ljestvice albuma, na kojoj je ostao 14 tjedana. Ujedno je i najviše mjesto na toj ljestvici koje je skupina ikad zauzela.

## Glazbeni stil
Uradak se sastoji od dviju dugačkih skladbi, od kojih svaka traje dulje od 17 minuta. "Rubycon, Part One", koja zauzima A-stranu ploče, "raste i opada u napetim prijelazima jeke i melotronskih zborova dok se melodije primitivnog sekvencera uzdižu na površinu". "Rubycon, Part Two" čini cijelu B-stranu i "započinje na prekrasno jeziv način" prije nego što se "vrate arpeđa na sintesajzeru i preuzmu kontrolu nad skladbom".

## Recenzije
Glenn Swan, recenzent sa stranice AllMusic, albumu je dodijelio četiri i pol zvjezdica od njih pet i izjavio: "Članovi Tangerine Dreama nastavili su dorađivati svoje radove kao pioniri ranih dana elektroničke glazbe, a sredina 1970-ih postala je vrijeme blagostanja i glazbenog razvitka za taj trio, koji su činili Chris Franke, rani član Peter Baumann i stalni frontmen Edgar Froese. Njih trojica dosljedno su stvarala tajnovite svemirske albume, a to što su se postupno navikavali na rane sintesajzere (koji su tad bili najkvalitetnija roba na tržištu) pretvorilo ih je u virtuoze žanra, čak i kad su i dalje stvarali organske i nepredvidljive pjesme koristeći se gongom, prepariranim klavirom i električnom gitarom. Rubycon je uglavnom ostario poput vina, zbog čega je dobar dodatak (i nasljednik) albuma Phaedra iz 1974. godine. Pomalo zastarjela paleta zvukova nimalo ne zasjenjuje atmosferu: to je jeziva psihodelija bez paisleyja -- Pink Floyd bez rocka." Zaključio je: "Ovo je zadovoljavajući ambijentalni album iz vremena koje je prethodilo ambijentalnoj glazbi; premračan je za meditiranje, ali je predobar da bi ga se zaboravilo."
Tom Moon uvrstio je Rubycon u svoju knjigu 1000 albuma koje morate čuti prije nego što umrete: "Ovu putujuću viziju zvuka koja se uvijek otvara i nikad ne stiže do svojeg odredišta beskrajno se imitira od 1975. godine. Međutim, svi ti obožavatelji ne uspijevaju uloviti tu otvorenost i veličanstvenost Tangerine Dreama."
Glazbeni novinar Paul Stump u knjizi Digital Gothic: A Critical Discography of Tangerine Dream pohvalio je album i izjavio: "Rubycon jednostavno dorađuje svojeg prethodnika – ali do vrhunca izvrsnosti; demonstrira majstorstvo u služenju primitivnom tehnologijom koje oduzima dah odvažnom, ustrajnom i potpuno umjetničkom vizijom. Vjerojatno je najbolji album koji je skupina ikad snimila…"

## Turneja
Moogov sintesajzer Christopha Frankea oštećen je u transportu tijekom turneje nakon objave albuma, a samog je Frankea gotovo ubio strujni udar.

## Popis pjesama
| 1. | »Rubycon, Part One« | 17:18 |

| B-strana | B-strana            | B-strana | B-strana | B-strana | B-strana | B-strana | B-strana | B-strana | B-strana |
| Br.      | Skladba             | Trajanje |          |          |          |          |          |          |          |
| -------- | ------------------- | -------- | -------- | -------- | -------- | -------- | -------- | -------- | -------- |
| 2.       | »Rubycon, Part Two« | 17:35    |          |          |          |          |          |          |          |
| 34:53    |                     |          |          |          |          |          |          |          |          |

## Zasluge
Tangerine Dream
- Edgar Froese – mellotron, gitara i sintesajzer VCS 3; orgulje i gong (na pjesmi "Rubycon, Part Two")
- Christopher Franke – dvostruki Moogov sintesajzer, Synthi A, elektroničke orgulje; prilagođene orgulje Elka i preparirani klavir (na pjesmi "Rubycon, Part One"); gong (na pjesmi "Rubycon, Part Two")
- Peter Baumann – orgulje, EMS Synthi A, električni klavir (Rhodes); preparirani klavir (na pjesmi "Rubycon, Part One"); glas i ARP 2600 (na pjesmi "Rubycon, Part Two")

Ostalo osoblje
- Monique Froese – fotografija
- Mick Glossop – tonska obrada
- Roland Paulick – tehnička pripomoć